# Fahriye Evcen
Fahriye Evcen Özçivit (née le 4 juin 1986 à Solingen, en Rhénanie-du-Nord-Westphalie, Allemagne) est une actrice et chanteuse turque.
Elle est connue pour le rôle de Necla Tekin dans la série télévisée Yaprak Dökümü.

## Biographie
Fahriye Evcen, née à Solingen, passe des moments difficiles durant son enfance en Allemagne.  Ses parents sont originaires de Bafra, dans la province de Samsum dans le nord de la Turquie. Durant des vacances en Turquie, elle se fait remarquer par Oya Aydoğan et son producteur İbrahim Mertoğlu dans une de ses émissions où elle était spectatrice. Fahriye quitte ses études de sociologie qu'elle fait en Allemagne pour aller s'installer à Istanbul avec sa mère et elle commence à jouer le rôle de Necla dans la série télévisée Yaprak Dökümü.
Elle fait ses débuts au cinéma le 11 avril 2008 dans le film Cennet dont elle tient le rôle principal. 
Fahriye Evcen termine ses études d'histoire à l'université du Bosphore.En 2013 elle joue le rôle de Feride dans la série télévisée Çalıkuşu produite par Tims Productions. Après avoir partagé la vedette avec Burak Özçivit dans Çalıkuşu, elle la partage à nouveau dans le téléfilm Aşk Sana Benzer, diffusé le 23 janvier 2015.
Elle maîtrise en plus du turc qui est sa langue natale, plusieurs autres langues comme l'anglais, l'espagnol, l'allemand et possède quelques connaissances en italien. Fahriye aime aussi le dessin, le chant et le piano.
Le 9 mars 2017, elle s'est fiancée avec Burak Ozçivit qu'elle a rencontré dans le tournage de la série Çalıkuşu
De janvier à avril 2017 elle a joué en tant qu'actrice principale dans la série télévisée turque Ölene Kadar avec Engin Akyürek, sous le rôle d'une avocate nommée Selvi. Durant la même année elle a également joué le rôle de Zeynep dans le film Sonsuz Ask avec Murat Yildirim, réalisé par Ahmet Katkisiz.
Le 29 juin 2017, soit quelques mois après ses fiançailles, Fahriye se marie avec Burak Özçivit, après quatre ans de vie commune (depuis 2014) à Istanbul au bord du Bosphore.

## Filmographie

### Cinéma
- 2007 : Cennet : Kız
- 2008 : Aşk Tutulması : Pınar
- 2010 : Spur des terrors takiye / Takiye : Allah yolunda
- 2011 : Sinyora Enrica ile İtalyan Olmak : Signora Enrica jeune
- 2012 : Evim Sensin : Leyla
- 2015 : Aşk Sana Benzer : Deniz
- 2017 : Sonsuz Aşk : Zeynep

### Télévision
- 2005 : Asla Unutma : Pına
- 2006 : Hasret : Songül
- 2006–2010 : Yaprak Dökümü : Necla Tekin
- 2011 : Yalancı Bahar : Zeyne
- 2012 : Veda : Mehpar
- 2013–2014  : Çalıkuşu (en) : Feride
- 2014 : Kurt Seyit ve Şura : Mürvet (Murka)
- 2017 : Ölene Kadar : Selvi

### Publicités
| Publicités | Publicités              | Publicités   | Publicités                                               |
| ---------- | ----------------------- | ------------ | -------------------------------------------------------- |
| Année      | Marque                  | Notes        | Slogan                                                   |
| 2011       | Ülker Golf Bravo        |              | Ambassadrice                                             |
| 2015 2021  | l'Oréal Paris           | Ambassadrice | Çünkü biz buna değeriz ➜ "Parce que nous le valons bien" |
| 2016 2018  | Koton,                  | Ambassadrice | Şimdi Siyah Jean Moda                                    |
| 2021       | Ivypeople Fahriye Evcen | Créatrice    | Briller plus fort ensemble                               |
| 2021       | Prima Turquie (Pampers) | Ambassadrice | rendre le monde des bébés plus beau                      |
| 2021       | Divanev(meubles)        | Ambassadrice |                                                          |

## Récompenses
- 2013 : YTÜ Yılın Yıldızları Award : Actrice la plus populaire pour Evim Sensin
- 2013 : MGD 19. Altın Objektif Award : Meilleure actrice pour Evim Sensin
- 2013 : Siyaset Dergisi Award : Actrice de l'année pour Evim Sensin
- 2014 : Elle Style Award : Actrice la plus stylée de l'année
- 2016 : YTÜ Yılın Yıldızları Award : Actrice la plus populaire pour Aşk Sana Benzer
- 2016 : Golden Sebilj Award : Actrice de l'année pour Çalıkuşu (en)
- 2017 : AYD Award : Meilleure ambassadrice d'une marque pour Koton
- 2017 : Türkiye Gençlik Award : Meilleure actrice pour Sonsuz Aşk
- 2017 : Istanbul Üniversitesi 1453 Award  : Meilleure actrice de l'année pour Sonsuz Aşk/Ölene Kadar
- 2018 : YTU Yilin Yildizlari Award : Meilleure actrice de l'année pour Sonsuz Ask